# Dobsonia exoleta
Dobsonia exoleta is een vleermuis uit het geslacht Dobsonia die voorkomt op Celebes, Muna, de Togianeilanden en Sanana in de Soela-groep (alles in Indonesië). De Filipijnse D. chapmani behoort mogelijk ook tot deze soort. Jongen worden waarschijnlijk in mei geboren.
D. exoleta is een middelgrote soort met een geel lichaam en een zwarte kop. De kop-romplengte bedraagt 150,0 tot 182,5 mm, de staartlengte 29,2 tot 33,0 mm, de voorarmlengte 108,5 tot 122,0 mm, de tibialengte 48,8 tot 57,3 mm, de oorlengte 22,3 tot 26,7 mm en het gewicht 162 tot 248 g.
Dobsonia anderseni · Dobsonia beauforti · Dobsonia chapmani · Dobsonia crenulata · Dobsonia emersa · Dobsonia exoleta · Dobsonia inermis · Dobsonia magna · Dobsonia minor · Dobsonia moluccensis · Dobsonia pannietensis · Dobsonia peronii · Dobsonia praedatrix · Dobsonia viridis